# Euproctis petavia
Euproctis petavia är en fjärilsart som beskrevs av Stoll. Euproctis petavia ingår i släktet Euproctis och familjen tofsspinnare. Inga underarter finns listade i Catalogue of Life.

## Bildgalleri

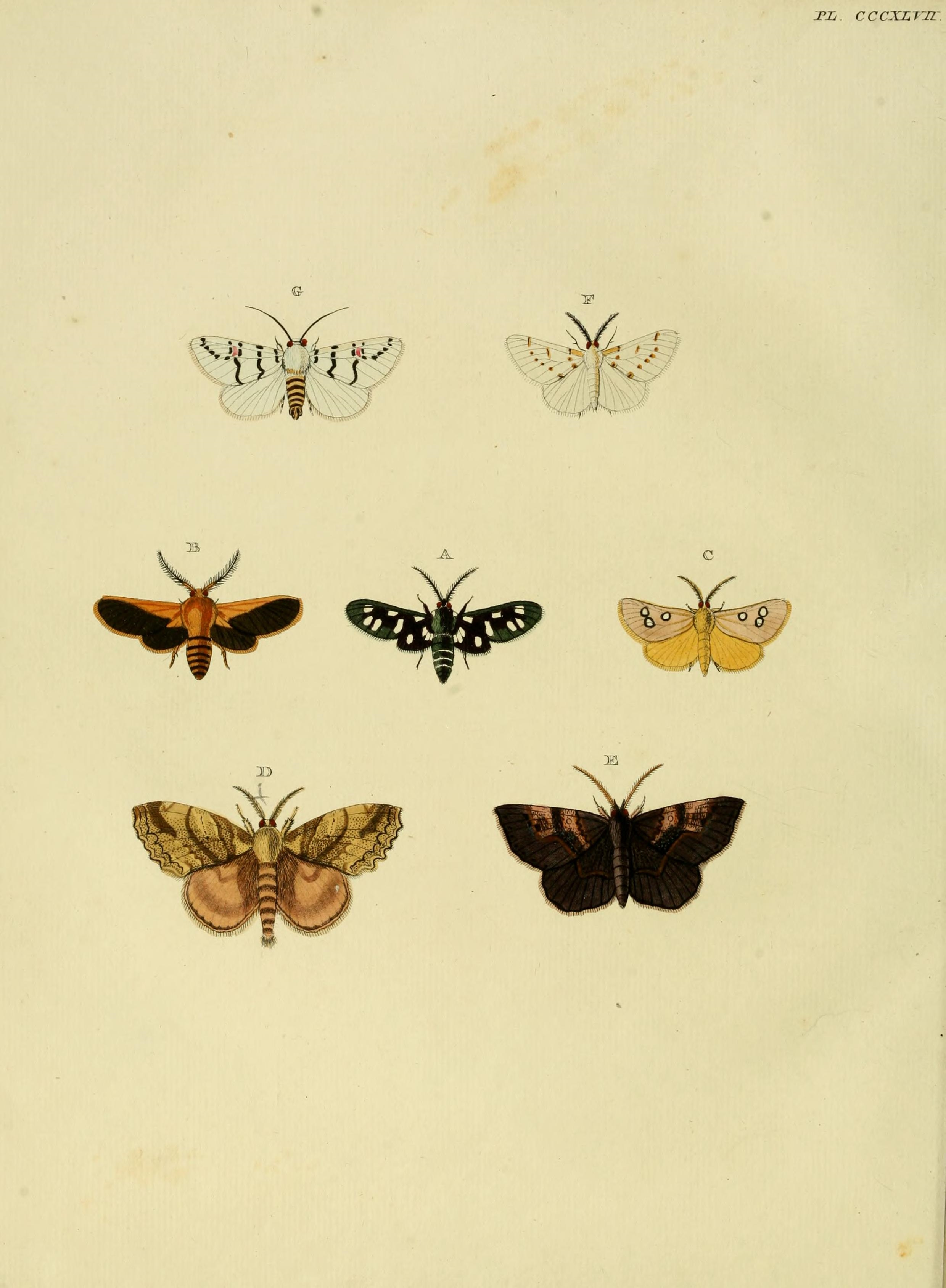